# 魯芬
魯芬（英語：Lo Fun，1954年4月7日—2017年2月6日），原名張偉芬，籍貫江蘇省徐州，在香港出生長大，香港知名綠葉演員，藝名由來是因為朋輩中都以「老」字相稱，綽號稱為「老芬」，而改為諧音的「魯芬」。其乾爹是香港已故著名男演員兼馬評人董驃。

## 背景
魯芬於香港灣仔長大，早年在積福大廈居住，畢業於位於銅鑼灣渣甸坊的分校（現為東角中心）的崇蘭中學附設小學（1967年小六）及中學部（1972年中五）。她就讀期間擔任過班級領袖，也是校內運動方面的活躍分子，曾經在校運會得到鉛球金牌，又參加過乒乓球和跨欄等運動。另外也懂得彈奏中國樂器阮琴。她在15歲時加入聖約翰救傷隊和民眾安全服務隊，學習護理方面的知識。讀完中學後曾考慮投考警察，但因為家庭問題，所以放棄加入紀律部隊的念頭。入娛樂圈前，魯芬當過老闆，經營過聯誼會、小型玻璃廠及排檔生意。 她自1970年代起已經開始與胞妹到夜總會及其他娛樂場所唱歌。過了兩三年後，魯芬到叔伯開設的日式夜總會當公關經理 。
魯芬一生未婚，由於她媽媽曾對她說過：「要自立，褲子要扎得緊！」，所以她自己從不做「出格」之事，62年來謹守處女之身。

### 從業經歷
1985年，魯芬在亞洲電視跟熊良錫替觀塘節演出一個「棟篤笑」節目。董驃向亞洲電視老闆邱德根介紹魯芬，其後簽約成為演員，並正式參與第一個電視節目《綜合86-300次》, 魯芬在《 綜合86》扮演有點大喇喇，性格善良的花店職員小花。她曾笑言：「進電視圈當作玩樂，自己還有一份正職，靠亞視這份薪水，我這麼肥，怎麼養得起我？」。
1988年，魯芬經曾志偉介紹拍了人生第一套電影《女子監獄》，因她與曾志偉太太是青梅竹馬的好朋友，曾志偉見有角色適合魯芬，於是找她粉墨登場，飾演獄中蝦蝦霸霸的大家姐「山東婆」，奠定影圈中惡婆娘的地位。此前，她客串了自己參與的電影《褲甲天下》。此外，她亦因《九品芝麻官》的「烈火奶奶」一角為內地觀眾所認識。直至現在，內地也經常播放這部戲，而這也為魯芬帶來一些內地登台演出的機會電視劇《忠奸人》就是她的告別作。
2012年，她被高登討論區網民封為女神，而且排名於劉心悠之上。
2015年，魯芬與韓國著名演員李光洙獲邀拍攝糖果品牌能得利的廣告，當中二人所唱的《新年能得利賀年歌》在Youtube上載短短三日就錄得近50萬瀏覽人次。2016年，魯芬再次獲邀與李光洙拍攝能得利的廣告。這個廣告有劉以達加入演出。她生前曾多次參與慈善工作。

## 逝世
2017年2月6日凌晨，魯芬因罕見疾病皮肌炎導致肺部衰竭於元朗區的博愛醫院離世，終年63歲。此消息經其家人於凌晨發聲明證實。聲明全文如下： 
|                             | 致各位傳媒朋友： 魯芬女士今日凌晨時分因皮肌炎導致肺部衰竭，在家人及朋友陪同下安詳離世，終年63歲。 魯芬女士於十個月前患上皮肌炎，從得知自己患病後，她都一直勇敢面對，對戰勝病魔充滿積極樂觀態度。 感恩各界的愛與關懷，適時公布喪禮安排。 願魯芬女士早往佛國淨土。喃嘸阿彌陀佛！ 謝謝！ |
| ——魯芬摯愛家人字 6/2/2017， | |

魯芬在2017年2月26日於紅磡世界殯儀館出殯，遺體隨即在鑽石山火葬場火化。

## 軼聞
- 魯芬是元朗青少年粵劇團的副主席，對唱時代曲及粵曲都有經驗。
- 她在節目《開心老友記》提過自己曾經跟鄧亨學唱英文歌和跟呂晶晶學唱華語歌。
- 她把自己領得的長期服務金全數捐出作慈善用途。
- 她跟弟弟、弟婦、姪仔及姪女居住在元朗。她還有一位妹妹，但已移居荷蘭。
- 她因為見到友人婚姻和家庭生活不好，所以不打算結婚。但她以前曾經與一名圈外人拍拖。又試過被人追求。
- 她十多歲時曾試過吃減肥藥吃到頭暈，自此之後便沒有再減肥。另外她亦自言自己愛美，所以會用天然護膚品保養[12]。
- 魯芬廚藝了得。80年代，曾於京都當廚師。她最擅長煮家鄉上海菜，一道獅子頭令不少圈中人回味再三。閒時她會親自入廚，跟好友在元朗她稱為Happy House的私竇聚會，有時技癢甚至會上門做私房菜。不過請她出動有條件，分別是廚房要夠大，以及有工人可使喚。
- 據其在無綫電視節目《今日VIP》透露，她與李光洙拍攝能得利廣告時，李氏在每日拍攝完畢準備離開之前，都會與其團隊一同跟自己講再見。雖然此舉令她感到不好意思，但稱讚李氏有禮貌。

## 演出作品

### 電視劇
| 年份   | 電視劇             | 角色                                                 | 電視台   |
| ------ | ------------------ | ---------------------------------------------------- | -------- |
| 1987年 | 《满清十三皇朝》   | 月 伦                                                | 亞洲電視 |
| 1999年 | 《纵横四海》       | 芬                                                   | 亞洲電視 |
| 1999年 | 《肥猫正传II》     | 亚 娇                                                | 亞洲電視 |
| 2005年 | 《窈窕熟女》       | 魏正男（第5集）                                      | 無綫電視 |
| 2006年 | 《鐵血保鏢》       | 珊                                                   | 無綫電視 |
| 2006年 | 《高朋滿座》       | 路 人（第176集）                                     | 無綫電視 |
| 2007年 | 《迎妻接福》       | 李 爱                                                | 無綫電視 |
| 2007年 | 《蘭花刼》         | 旺 嫂                                                | 無綫電視 |
| 2009年 | 《铁马寻桥》       | 大山婆（第6集 惠兰青年时，荣德派去砸武馆对联的那人） | 無綫電視 |
| 2010年 | 《依家有喜》       | 护 士（第2集）                                       | 無綫電視 |
| 2011年 | 《誰家灶頭無煙火》 | 毛仁勝                                               | 無綫電視 |
| 2012年 | 《正斗中文》       | （〈談情說愛〉，第6集）                              | 香港電台 |
| 2013年 | 《反斗普通話》     | 神秘女人（〈金屋藏嬌?〉，第7集）                     | 香港電台 |
| 2014年 | 《单恋双城》       | 桃 妈                                                | 無綫電視 |
| 2014年 | 《獅子山下》       | （〈做地產〉，6月29日及7月6日首播）                  | 香港電台 |
| 2014年 | 《忠奸人》         | 区海珊（监狱女恶霸）                                     | 無綫電視 |
| 2015年 | 《監警有道》       | 黃啟雄妹妹（〈失竊案中案〉，第6集）                  | 香港電台 |

### 电影
| 年份   | 电影                    | 角色                                      |
| ------ | ----------------------- | ----------------------------------------- |
| 1988年 | 《女子監獄》            | 山东婆（花脸猫）                          |
| 1988年 | 《褲甲天下》            |                                           |
| 1989年 | 《神勇双妹唛》          | 山東婆                                    |
| 1989年 | 《我未成年》            | 張舍監                                    |
| 1989年 | 《返老還童》            | Miss Chan                                 |
| 1989年 | 《最佳男朋友》          |                                           |
| 1990年 | 《衰鬼撬墙脚》          | 大山姐                                    |
| 1991年 | 《整蠱專家》            | 大白鯊                                    |
| 1992年 | 《我愛扭紋柴》          |                                           |
| 1994年 | 《满清十大酷刑》        | 衙 役                                     |
| 1994年 | 《九品芝麻官》          | 烈火奶奶（老鸨）                          |
| 1994年 | 《奸人世家》            |                                           |
| 1995年 | 《和平饭店》            | 胖妇人                                    |
| 1995年 | 《赌圣二：街头赌圣》    | 村 妇                                     |
| 1995年 | 《中俄列車大劫案》      | 劫匪女老大二姐趙金華 （中俄国际列车劫案） |
| 1995年 | 《红灯区》              | 女警官                                    |
| 1996年 | 《龙虎钵兰街》          | 二 嫂                                     |
| 1996年 | 《運財智多星》          | 按摩師                                    |
| 2000年 | 《幽谷約會》            | 黎奚芬                                    |
| 2001年 | 《幽靈情書》            | 史 媽                                     |
| 2003年 | 《龍咁威2之皇母娘娘呢》 | 奀 妹                                     |
| 2004年 | 《我要做model》         | 张铁柱大嫂                                |
| 2006年 | 《打雀英雄传》          | 林志玲                                    |
| 2011年 | 《夺命金》              | 包租婆                                    |
| 2012年 | 《2012我愛HK喜上加囍》  | 劳 斯                                     |
| 2013年 | 《2013我愛HK恭囍發財》  | 贵利芬                                    |
| 2013年 | 《盲探》                | 賭 客                                     |
| 2013年 | 《溝女不離三兄弟》      | 謝美金媽媽（大隻西）                      |
| 2014年 | 《3D冰封俠：重生之門》  | 女医生                                    |
| 2014年 | 《黑色喜劇》            | 地獄舞女                                  |
| 2014年 | 《Delete愛人》          | 老 豆（少女）                             |
| 2015年 | 《吉星高照2015》        | 富 婆                                     |
| 2016年 | 《惡人谷》              | 闊 太                                     |
| 2016年 | 《五月》                |                                           |
| 2016年 | 《寶貝當家》            | 大山婆（綁匪）                            |
| 2016年 | 《Good Take》           | 阿貞、變型俠醫、Keroppi                   |

### 微電影
- 2012年：《男人之苦 （页面存档备份，存于）》（東華三院：越半「更」精彩 社區教育計劃微電影）
- 2012年：《大龍鳳》（第七屆鮮浪潮短片競賽參賽短片）

### 舞台劇
- 2014年：《神勇女殺手決戰霹靂黑玫瑰》
- 2015年：《那年五月》
- 2016年：《香港過來人》

### 綜藝節目
- 1986年：《綜合86-300次》（演出）（ 扮演爽直，秉性善良的花店 職員小花）
- 2005年：《繼續無敵獎門人》（第35、37集）
- 2008年：《鐵甲無敵獎門人》（第2集）
- 2010年：《逐格鬥》（第1集）
- 2010年：《超級遊戲獎門人》（第23集）
- 2011年：《變身男女Chok Chok Chok》（第14集）
- 2011年：《贏得樂 玩得喜》（第3集）
- 2013年：《反斗紅星放暑假》（第1集）
- 2013年：《超級無敵獎門人 終極篇》（第9集）
- 2014年：《公子會》（6月7日）
- 2015年：《ATV 這一家》（第17集）
- 2015年3月12日：《今日VIP》（訪問）
- 2015年：《今晚睇李》（第5集）
- 2015年：《開心老友記》（〈松柏情真〉環節）
- 2015年：《歡樂滿些牙》

### 配音
- 1998年：《花木蘭》（媒婆）

### MV
- 2014年：張智霖《你是如此難以忘記》
- 2014年：筆華棋、神仲一郎、尹光《緬甸晶宮（主題曲）》

### 電台節目
- 2016年：香港電台第二台《守下留情》（女中豪傑系列十三）嘉賓  （页面存档备份，存于） （页面存档备份，存于） （页面存档备份，存于） （页面存档备份，存于） （页面存档备份，存于）

### 廣告
- 2008年：安老院一站通
- 2014年：能得利「RANDOMS軟糖」
- 2015年：能得利軟糖「袋裝黑加侖子軟糖、雜果味軟糖、糖果福袋」
- 2015年：Mane 'n Tail「頭髮急急長洗頭水」
- 2015年：百老匯電器
- 2015年：七海健絡「挑Age」
- 2016年：能得利軟糖
- 2016年：黑人牙膏
- 2016年：永明製藥「神盾海狗丸」

- 20??年：澳門黃金閣酒家 (年份不詳)

## 公開活動

### 擔任活動大使
- 2012 - 2013年度: 《聯合國環境署國際百萬森林計劃（包括十億樹木行動及地球植林計劃）植樹及護理活動》香港區植樹及護理大使之一

### 商業活動
- 香港動漫節 Playstation 宣傳活動（2011年 - 2016年）